# Skaldediktning
Skaldediktning är fornnordisk poesi som främst är känd från Island och i Norge under åren 900–1100, inte sällan av namngivna diktare. Versmåttet är ofta det komplicerade drottkvätt. Syntaxen är utsmyckad. Verserna är komplexa och har ofta kenningar och heiti invävda.
Skaldedikterna utfördes av hirdskalder som var städslade vid en kungs eller hövdings hov. De hade en hög status och många av skalderna var män med inflytande och makt. Dikterna handlade om aktuella händelser eller krigsbedrifter. Exempel på sådana diktare är Eyvindr Skáldaspillir, Egil Skallagrimsson och Hallfred Ottarsson. Efter år 1000 tillkom även kristen skaldediktning som utnyttjade de gamla versformerna.
Många skaldedikter känner vi genom Snorre Sturlassons Heimskringla. Snorre skriver själv att «gamla kväden och historiska dikter, som folk brukar roa sig med... för även om vi kan inte veta säkert om de är sanna, så har dock gamla kloka män hållit dem för att vara sanna». Vidare om deras trovärdighet: «På skaldens vis prisar han mest dem som står framför honom, men ingen skulle våga berömma en människa för vad han borde ha gjort, om alla som hörde det visste att det bara var lögn och skryt, och han själv också. Det skulle vara hån, och inte beröm.»
Skaldedikt finns också i islänningasagorna. Dessa dikter är knutna till personer och händelser i sagan. De kan vara långa eller korta, men är alltid i bunden form. Tematiskt varierar de från kärleksdikter till nidvisor.
Skaldediktningen skiljer sig från eddadiktningen genom sin strängare form, och användandet av sällsynta ord och omskrivningar (heiti och kenningar). Eddadikterna är enklare och har inte samma krav om konstnärlig utsmyckning.
Att skaldediktning förekommit även i övriga Norden vet vi genom att de bevarats på runstenar, bland annat den öländska Karlevistenen Men till skillnad från den isländska och norska traditionen har den inte bevarats i senare skriftlig tradition.

## Inslag i skaldediktningen
Olika inslag i skaldediktingen är:
- Drapa, en rad strofer (oftast drottkvätt), med en refräng (stef) som kommer med jämna mellanrum.
- Flokkr,  vísur eller  dræplingr, en kortare serie strofer utan refräng.
- Lausavísa, en enda strof drottkvätt som sägs ha improviserats utan förberedelse vid ett visst tillfälle.
- Nidvisa för att förolämpa någon, och – mycket sällan – erotiska dikter (mansöngr).

## Skaldic Poetry of the Scandinavian Middle Ages
Det pågår ett internationellt projekt för att samla huvuddelen av den isländska/norska skaldediktningen. Hittills har man samlat 822 dikter av 407 skalder, samt 155 prosaverk.

## Översättning
En del av skaldediktningen har översatts till svenska av Åke Ohlmarks. Två volymer föreligger:
- Islands hedna skaldediktning. Århundradet 878–980. Gebers 1957.
- Tors Skalder och Vite Krists. Trosskiftestidens isländska furstelovskalder 980–1013, Gebers 1958.